# Antonio de Cuéllar
Antonio de Cuéllar, nacido en la villa segoviana de Cuéllar en el siglo XV, fue unos de los tripulantes del primer viaje de Colón que tuvo como resultado el descubrimiento de América.

## Biografía
De profesión carpintero, perteneció a la tripulación de la nave capitana, la nao Santa María. A pesar de su profesión, debió pertenecer de algún modo a la pequeña nobleza cuellarana, como lo atestigua su propio apellido, y también los de sus herederos. 
Murió en 1493, en el fuerte La Navidad (actual Haití), debido al ataque de los indígenas, donde no hubo superviviente alguno. La Casa de Contratación de Indias hizo efectivo a sus herederos de los salarios que no había cobrado:

En veynte syete dyas del dho mes de Março del dicho año (de 1515) se libraron en el dicho tesorero a Hernando de Lossa vesino de la villa de Cuellar, en nombre e por vertud del poder que mostró de Diego de la Quadra capellan del Duque de Alburquerque e Ysabel de la Quadra, mugen del dicho Hernando de Lossa, treze myll e quynientos quarenta e seys mrs. que ovieron de ayer como herederos de Antonio de Cuellar que murió en las yndias el primer viaje quel almirante don Xtoval Colon fue a descubrir, los quales su alteza nos mandó pagar por su nomina fyrmada de su real nombre juntamente con otros que en el dicho viaje seruieron, que está en esta casa; los quales dichos trese myll e quinientos e quarenta e seys mrs. se le libraron al dicho Hernando de Lossa en las espaldas del poder y fiança que truxo ante nos de los dichos herederos.

Yten, en xxvii de Mano a Fernando de Losa, vezino de Cuellar en nombre y por poder de Diego de la Quadra, capellan del Duque  de Alburquerque, e Ysabel de la Quadra, herederos de Antonio de Cuellar, treze mill y quinientos y quarenta y seys mrs. que el dicho Antonio de Cuellar ganó en el primer viaje que el Almte Colon fue a descobrir.